# La regina indiana (opera)
La regina indiana (Z. 630), è una semi-opera in cinque atti con musica di Henry Purcell, rappresentata per la prima volta nel 1695 al Teatro Reale Drury Lane di Londra. Il libretto è una versione riveduta della commedia "The Indian Queen" (1664) di John Dryden e del suo fratellastro Sir Robert Howard.
Fu l'ultima semi-opera di Purcell e la storia delle sue rappresentazioni, così come la data esatta della prima sono incerte. Peter Holman ipotizza che la prima sia stata eseguita nel mese di giugno, senza il masque del quinto atto, che sarà completato, a novembre, subito dopo la morte di Purcell da suo fratello Daniel.

## Storia
La commedia originale fu rappresentata la prima volta nel 1664. Nel 1694 Thomas Betterton ricevette 50 sterline per trasformarla in un'opera, egli commissionò a Purcell la composizione della musica.
La regina indiana è una delle opere teatrali più raramente eseguite di Purcell. Questo è probabilmente più un riflesso della sceneggiatura incompleta che della qualità della musica.
Nel XXI secolo ci fu una nuova grande produzione del Tchaikovsky Perm Opera e del Ballet Theatre (Perm), Teatro Real di Madrid e l'inglese National Opera (Londra). Peter Sellars riscrisse completamente il testo raccontando la storia della Conquista spagnola. Si ispirò ad un libro dello scrittore nicaraguense Rosario Aguilar. Questa versione, con disegni di Gronk, è stata presentata in prima al Perm nel 2013. È stata eseguita al Teatro Real nel 2014, dove siccome alcuni spettatori avevano risposto negativamente, in particolare alla fine della prima parte, dove gli indiani vengono mitragliati dai soldati spagnoli, Sellars disse  "non capiscono che un lavoro come questo consiste nel cercare di completare un viaggio insieme attraverso problemi difficili e la storia". Per quanto riguarda la decisione di allungare notevolmente il lavoro originale di Purcell, Sellars spiegò: "Questa è una storia epica e, a differenza dei partiti politici estremisti che vogliono semplificare tutto, voglio che la gente capisca che le storie lunghe e complesse devono essere intese come tali."

## Trama
Alcuni anni prima della Conquista spagnola, in America Centrale - La corte e poi vari conflitti fra i re del Perù e del Messico.
L'intera azione si svolge nel Nuovo Mondo, negli anni prima della conquista spagnola. Una ventina di anni prima, Amexia, la Regina del Messico, rimase incinta. La sorella di suo marito, Zempoala, era divorata dall'ambizione, lei stessa aveva un figlio piccolo e tramava per il suo amore per Traxalla di uccidere il re, poi esiliò la regina legittima e cominciò a governare con la forza laddove il fratello invece aveva governato con amore. Tuttavia, nel corso del tempo, anche gli altri gettano occhi invidiosi sul ricco regno del Messico, e poco prima che cominci l'opera, l'Inca del Perù invade. I suoi eserciti, guidati dal brillante straniero Montezuma, hanno appena vinto tre battaglie campali.

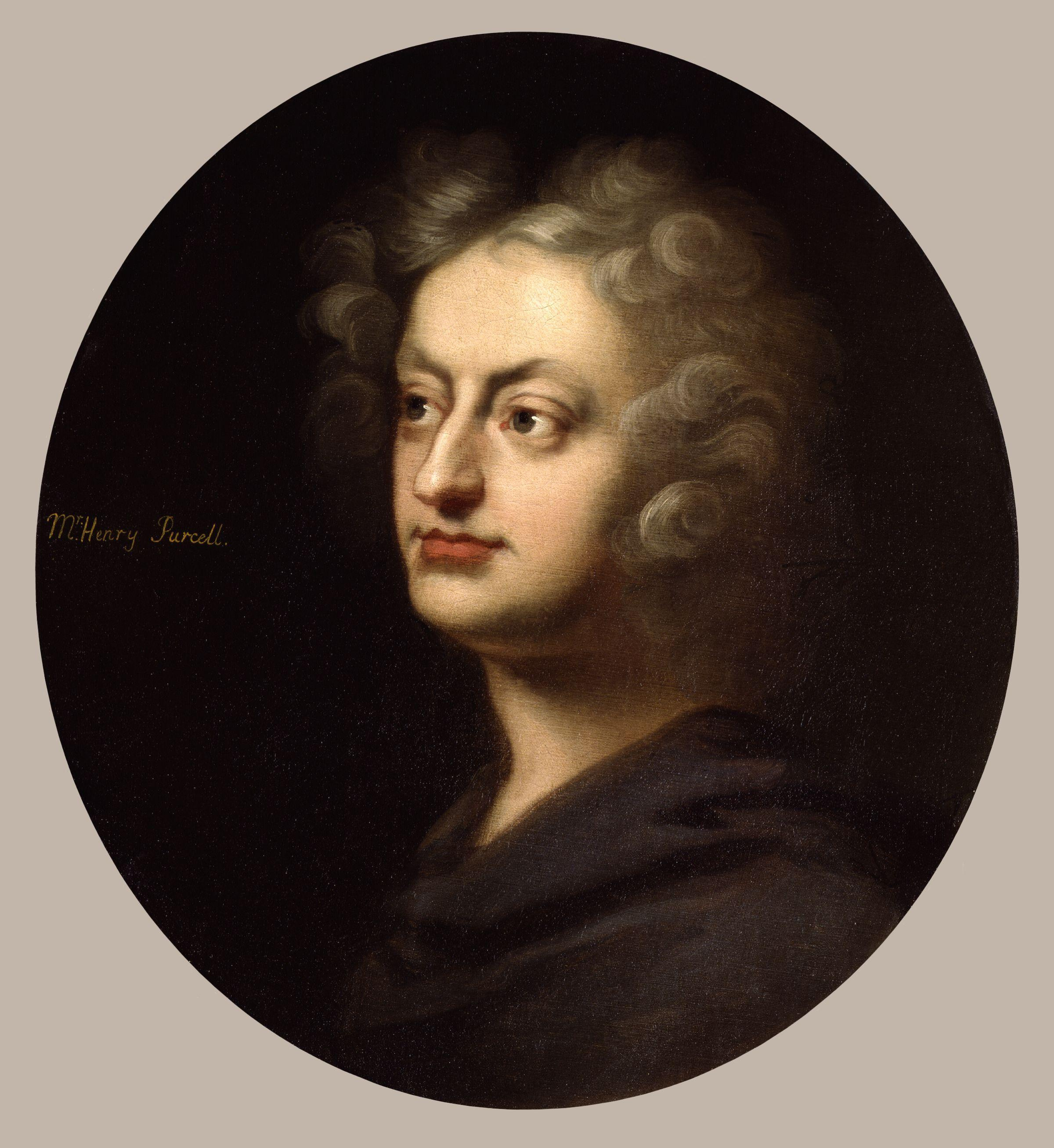
Henry Purcell di John Closterman

## Numeri musicali
- Mov. 1, 1° Musica, (Aria e Hornpipe)
- Mov. 2, 2° Musica, (Aria e Hornpipe)
- Mov. 3, Overture, (Grave e Canzone)
- Prologo
  - Mov. 4a, Suono di Tromba
  - Mov. 4b, Aria, "Wake Quivera, wake"
  - Mov. 4c, Preludio
  - Mov. 4d, Aria, "Why should men quarrel"
- Atto 2
  - Mov. 5, Sinfonia
  - Mov. 6, Aria e Coro, "I come to sing great Zempoalla's story"
  - Mov. 7, Trio, "What flatt'ring noise is this"
  - Mov. 8, Suono di Tromba
  - Mov. 9, Sinfonia
  - Mov. 10, Danza
  - Mov. 11, 2° Act Musica (Trumpet Tune reprise)
- Atto 3
  - Mov. 12, Danza
  - Mov. 13, Aria, "Ye twice ten hundred deities"
  - Mov. 14, Sinfonia
  - Mov. 15, Aria, "Seek not to know what must not be reveal'd"
  - Mov. 16, Overture con Tromba (Canzone e Adagio)
  - Mov. 17a, Duetto e Quartetto, "Ah! Ah! How happy are we!"
  - Mov. 18, 3rd Act Tune (Rondeau)
  - Mov. 19, Aria, "They tell us that you mighty powers above"
  - Mov. 20, 4th Act Tune
  - Mov. 21a, Preludio e Coro, "While thus we bow before your shrine"
  - Mov. 21b, Aria, "You who at the altar stand"
  - Mov. 21c, Preludio
  - Mov. 21d, Coro, "All dismal sounds thus on these off'rings wait"
  - Mov. 22, Aria

## Registrazioni
- The Indian Queen Solisti, St. Anthony Singers, English Chamber Orchestra, diretta da Charles Mackerras (Decca L'Oiseau-Lyre, 1966)
- The Indian Queen Solisti, Deller Singers, King's Musick, diretta da Alfred Deller (Harmonia Mundi)
- The Indian Queen Solisti, Monteverdi Choir, English Baroque Soloists, diretta da John Eliot Gardiner (Erato, 1980)
- The Indian Queen Solisti, Academy of Ancient Music, diretta da Christopher Hogwood (Decca L'Oiseau-Lyre, 1995)
- The Indian Queen Solisti, The Purcell Simfony and the Purcell Simfony Voices (Linn, 1995)
- The Indian Queen Solisti, Scholars' Baroque Ensemble (Naxos, 1998)
- The Indian Queen Solisti, London Chamber Singers, London Chamber Orchestra. diretta da Anthony Bernard (Music Guild MS-124, 196x?)